# Osservatorio astronomico nazionale Rožen
| 3546 Atanasoff   | 28 settembre 1983 |
| 3952 Russellmark | 14 marzo 1986     |
| 4400 Bagryana    | 24 agosto 1985    |
| (4477) 1983 SB   | 28 settembre 1983 |
| 4583 Lugo        | 1º settembre 1989 |
| 4891 Blaga       | 4 aprile 1984     |
| 8260 Momcheva    | 23 settembre 1984 |
| 10059 McCullough | 21 marzo 1988     |
| (19957) 1985 QG4 | 24 agosto 1985    |
| (24653) 1986 RS5 | 3 settembre 1986  |

L'osservatorio astronomico nazionale Rožen (in bulgaro: национална астрономическа обсерватория Рожен, trasl. nacionalna astronomičeska observatorija Rožen) è il principale osservatorio astronomico bulgaro situato nel comune di Čepelare alle coordinate 41°41′36″N 24°44′16.15″E a 1759 m s.l.m.. Il suo codice MPC è 071 NAO Rozhen, Smolyan.
Il Minor Planet Center gli accredita la scoperta di dieci asteroidi tra il 1983 e il 1989.

## Storia
L'osservatorio venne ufficialmente inaugurato il 13 marzo 1981 anche se le prime osservazioni iniziarono già nel settembre dell'anno precedente.